# Kunajtirai offenzíva
A kunajtirai offenzíva a szíriai felkelők egyik támadása volt 2015-ben a szíriai polgárháború alatt, mellyel el akarták foglalni az utolsó még a kormány kezén lévő területeket Kunajtira kormányzóságban: Hadert, Új-Kunajtira városát, Khan Arnabaht és Tell Krum stratégiai fontosságú hegyét. A támadás másik fő célja a felkelők kezén lévő déli területek és a nyugati Gútát összekapcsolja.

## Az offenzíva
Az offenzíva 2015. június 16-án kezdődött. Az nem világos, hogy a kezdet kinek a nevéhez köthető. Egyesek szerint a Szabad Szíriai Hadsereg Déli Frontja, míg mások szerint az újonnan létrejött, és az al-Káidához kötődő al-Nuszra Front részvételével megalakított Jaish al-Haramoun koalíció indította a harcokat, A Déli Front jelentése szerint kifejezetten ellenzik az al-Nuszra részvételét, mivel szerintük „nem ugyanannak a szabad Szíriának az eszméje lebeg a szemük előtt, amiért mi harcolunk".
Másnap a felkelők Tuloul al-Hamar környékének, többek között a várostól északra fekvő, stratégiai fontosságú Tal Hamr hegy elfoglalása után körbe kerítették a drúz Hadart, Egy másik ellenzéki forrás cáfolta ezeknek a helyeknek az elfoglalását, szerinte Tel Bazaq hegyét szerezték meg. Eközben a Szír Hadsereg beszámolója szerint visszaverték a támadásokat Tel Shaar- és Tel Bazaq-hegynél is, és szerintük legalább 206 felkelő meghalt vagy megsebesült.
Június 19-én az SOHR arról számolt be, hogy a Tuloul al-Hamar környékén zajló összecsapásokban a felkelők nagy mennyiségű lőszert és fegyverzetet zsákmányoltak. A Hadarban körbevett drúz csapatok megsegítésére a helyi kormányzat erősítést küldött a helyszínre. A nap későbbi részében a Szír Hadsereg 9. Egysége visszafoglalta Tal Hamr hegyét, így megszüntette a Hadar körüli zárat.
Június 20-án megalakult a Hódító Hadsereg a déli régióban is, és rögtön részt is vettek a kunajtirai ütközetben. Eközben a Szabad Szíriai Hadsereg támadást indított a 160. és a gyalogos zászlóalj, valamint a városban állomásozó katonai rendőrség ellen. Másnap a Szabad Szíriai Hadsereg első hadserege bejelentette, hogy nem szövetkeznek a Hódító Hadsereggel.
Június 23-án Beit Jinn, Jabatha Al-Khashab és Ouwfaniyah városokban folytak még a harcok, mialatt a felkelők több támaszpontot megszereztek Tuloul al-Hamar térségében, amelyeket a hadsereg a következő napokban megpróbált visszaszerezni.
Június 25-én az ellenzéki források szerint a harcok Kunajtirától északra, a hegyekben lévő kormányzati erők utánpótlási útvonalak mellett, Jaba faluban folytak. A felkelők azt is közölték, közel vannak ahhoz, hogy Beit Jinn felé törjenek maguknak utat, ahol a környező Hamar felföldeken állomásozó számos csapatot akarták csapdába csalni, és végleg el akarták vágni a kormányerők utánpótlási útvonalt. Azt is elmondták, hogy a hadseregtől hőérzékelő, repülők ellen használható Cobra rakétákat zsákmányoltak a Hamar fennsíkokon.

## Reakciók
- – A nagy drúz kisebbséggel rendelkező Izrael élénken figyelte az offenzíva fejleményeit.[26] A BBC beszámolói szerint "Izrael-szerte több faluban is azért tüntettek a drúzok, hogy a kormány és a nemzetközi közösség siessen a Szíriában élő testvéreik segítségére."[27] Az izraeli kormány kijelentette, hogy nem küld seregeket Szíria drúzok lakta részeire, de lobbizik az Egyesült Államoknál, hogy az növelje a határ szír oldalán élő drúzoknak nyújtott segítséget.[26] Gadi Eizenkot, az izraeli hadsereg legfelsőbb vezetője azonban úgy nyilatkozott, "az IDF mindent meg fog tenni annak érdekében, hogy megakadályozza az izraeli határhoz közel lévő menekültek ellen elkövetett mészárlásokat".[26][28]
- – A libanoni drúz politikusok álláspontja megoszlott, de mindenki kifejezte a Szíriában élő drúzok iránti együttérzését. A többségében drúz tagokat magának tudó Haladó Szocialista Párt vezetője, Walid Jumblatt arra kérte a Szíriában élő drúzokat, hogy támogassák az országukban kialakuló lázadást. Szerinte az ő igazi ellenségük az a kormány, mely naponta tucatjával gyilkolta az embereket."[27] Bassár el-Aszad egyik támogatójának, a Libanoni Egység Pártjának a vezetője, Wiam Wahhab viszont nem értett egyet Jumblatt tanácsával, ehelyett pénzt, önkénteseket és fegyvereket akart gyűjteni, hogy a Suweidában lévők meg tudják magukat védeni."[27]